# 自由民主党総務部会
自由民主党総務部会（じゆうみんしゅとうそうむぶかい）は、自由民主党政務調査会内に設置されている組織のひとつである。

## 概要
総務部会は、総務省所管の行政制度、地方自治、情報通信行政、消防に関する政策を行う組織である。具体的には行政管理、行政評価、地方行政、地方財政、地方税制、情報通信行政、放送、郵政、消防などを担当している。

## 主な役職
- 部会長
- 部会長代理
- 副部会長